# مرکز تحقیقات آب و فاضلاب
مرکز تحقیقات آب و فاضلاب از مراکز فعال در صنعت آب و فاضلاب ایران است. این مرکز در سال ۱۳۸۷ با هدف انجام پژوهش و مطالعات کاربردی و ارائه راه کارهای بهینه در زمینه‌های بهره‌برداری از تأسیسات آب و فاضلاب، تصفیه و توزیع آب، جمع آوری، انتقال و تصفیه فاضلاب، اجرای سیستم‌های مدیریت کیفیت آب و محیط زیست و همچنین تدوین استانداردهای ملی مورد نیاز در صنعت آب و فاضلاب و گردآوری اطلاعات و تدوین دستاوردها به منظور حفظ محیط زیست و نیل به توسعه پایدار شکل گرفت.